# Holaq
Holaq (persiska: خوليك, هَلَغ, هلق, هُليق) är en ort i Iran.   Den ligger i provinsen Östazarbaijan, i den nordvästra delen av landet, 600 km nordväst om huvudstaden Teheran. Holaq ligger 1 702 meter över havet och antalet invånare är 413.
Terrängen runt Holaq är bergig åt nordväst, men åt sydost är den kuperad. Runt Holaq är det ganska glesbefolkat, med 27 invånare per kvadratkilometer. Närmaste större samhälle är Sīah Rūd, 12,0 km nordost om Holaq. Trakten runt Holaq består i huvudsak av gräsmarker.